# Kaśka Sochacka
Katarzyna Sochacka-Kasznia, detta Kaśka (Pradła, 15 aprile 1990), è una cantautrice polacca.

## Biografia
Cresciuta in una famiglia di musicisti, si è laureata presso l'Università di economia di Cracovia.
È salita alla ribalta con l'album in studio d'esordio Ciche dni (2021), arrivato 5º nella OLiS e certificato triplo platino dalla Związek Producentów Audio-Video per le 90 000 unità equivalenti. Esso contiene il successo omonimo, certificato diamante, e Boję się o Ciebie, un duetto con Vito Bambino certificato doppio platino; lo stesso le ha fatto guadagnare due riconoscimenti su quattro candidature ai premi Fryderyk. È poi seguito l'EP Ministory (2021), arrivato al 13º posto nella graduatoria dei dischi più venduti in formato fisico e certificato doppio platino per le 60 000 copie vendute.
L'album dal vivo Live (2023) ha generato due nomination alla gala annuale dei Fryderyk, una per l'artista dell'anno e l'altra per la miglior registrazione dal vivo.
Nel novembre 2024 è avvenuta la pubblicazione del secondo LP Ta druga, certificato platino dalla ZPAV; si tratta del suo primo progetto a finire in cima alla classifica nazionale ed è stato premiato in due categorie ai Fryderyk. L'estratto Szum ha raggiunto la top 15 della hit parade polacca nell'aprile 2025.

## Discografia

### Album in studio
- 2021 – Ciche dni
- 2024 – Ta druga
- 2025 – Tylko haj (con Dawid Podsiadło e Zorza)

### Album dal vivo
- 2023 – Live

### EP
- 2019 – Wiśnia EP
- 2021 – Ministory

### Singoli
- 2017 – Trochę tu pusto
- 2019 – Wiśnia (feat. Kortez)
- 2019 – Zachody
- 2020 – Jeszcze
- 2021 – Ciche dni
- 2021 – Boję się o Ciebie (feat. Vito Bambino)
- 2021 – Z soboty na niedzielę
- 2021 – Dla mnie to już koniec (con Kortez)
- 2021 – Niebo było różowe
- 2022 – Spaleni Słońcem
- 2022 – Sukienka
- 2023 – Madison
- 2024 – Szum
- 2024 – Zdjęcia
- 2024 – Komary
- 2024 – Strona B
- 2025 – Spokojnie
- 2025 – Samoloty i nadprzestrzenie (con Dawid Podsiadło e Zorza)